# Modenai Mária angol királyné
Modenai Mária angol királyné (olaszul: Maria di Modena, angolul: Mary of Modena, Queen consort of England, Scotland and Ireland, teljes nevén Maria Beatrice Anna Margherita Isabella d’Este; Modena, 1658. október 5. – Párizs, 1718. május 7.) modenai hercegnő, II. Jakab angol királlyal kötött házassága révén 1685–1688 között Anglia, Skócia és Írország királynéja.

## Származása
IV. Alfonz modenai herceg és Laura Martinozzi grófnő elsőszülött leánya. (A szülők 1655. május 27-én házasodtak össze, a Compiègne Palotában.)
Apai nagyszülei: I. Ferenc modenai herceg és Maria Caterina Farnese parmai hercegnő
Anyai nagyszülei: Girolamo Martinozzi da Fano gróf és Laura Mazarini nemeshölgy
Három testvére volt:
- Ferenc (1657-1658)
- Ferenc (1660-1694), később II. Ferenc néven Modena következő hercege
- Erzsébet Margit Anna Katalin (1661-1734)

## Gyermekkora, neveltetése
Amikor Mária hároméves volt, apja meghalt, mindössze 27 évesen, így amíg a kétéves Ferenc herceg el nem érte a megfelelő életkort, anyja, az özvegy Laura hercegné kormányozta Modenát régensként.
Mária kitűnő nevelést kapott, nő létére igen művelt volt, ugyanis még az arisztokrata hölgyek között is csak kevés volt az olyan, akinek iskoláztatásával szülei sokat törődtek.
A hercegnő folyékonyan megtanult olaszul és franciául, ezen kívül a latin nyelvet is ismerte, s amikor férjhez ment, hitvese hazájába költözve természetesen az angolt is el kellett sajátítania.

## Házassága a yorki herceggel
1673. szeptember 30-án a 14 esztendős Mária (képviselő útján) férjhez ment II. Károly angol király öccséhez és hivatalos trónörököséhez, a 39 éves, özvegy Stuart Jakab yorki herceghez. (Jakabot a szertartáson Lord Peterborough képviselte, aki később azt nyilatkozta a hercegnek Máriáról, hogy ,, magas és irigylésre méltó alakja van".)
Amikor Lord Peterborough lánykérőbe érkezett Modenába, Mária anyja, Laura először még nem fogadta valami nagy örömmel a tényt, hogy leánya egy napon Anglia királynéja lesz majd, ugyanis sokkal előnyösebbnek tartotta volna a spanyol királlyal (II. Károly) kötendő frigyet. Laura végül beleegyezett a házasságba, mivel II. Károly nem küldött hozzá követet házassági ajánlattal.
Mielőtt Mária Angliába indult volna, XIV. Lajos francia király nagy szeretettel fogadta őt Párizsban, és egy 8000 font értékű melltűt ajándékozott neki. Ezzel ellentétben, új hazájában már jóval ridegebb fogadtatásban részesült, mivel a parlament tagjai, akárcsak II. Károly, protestánsok voltak, és nem szívesen fogadtak egy katolikus hercegnővel való házasságot.
Az angol nép ugyancsak idegenkedve üdvözölte Máriát, akit gúnyosan csak úgy emlegettek, hogy: ,, a pápa leánya ".
A parlament kezdeményezte a frigy annullálását (érvénytelenítés), ám II. Károly 1674. január 7-ig felfüggesztette ülésezését, így aztán a témát kénytelenek voltak végleg levenni napirendjükről.
Jakab 25 évvel idősebb volt Máriánál, ráadásul himlőtől szenvedett és idegesítő módon dadogott is, ám azt senki nem tudta róla, hogy már 1668-ban, titokban áttért a katolikus hitre. (Azért nem hozhatta nyilvánosságra áttérését, mert félt tőle, hogy ennek fényében II. Károly más trónörököst nevez majd ki.)
Férj és feleség személyesen csak akkor találkoztak először, amikor megtartották az angliai esküvői szertartást is, 1673. november 23-án.
Jakabot rögtön elbűvölte újdonsült asszonya, viszont Mária eleinte sokat sírt amiatt, hogy képtelen volt első látásra beleszeretni férjébe. Kis időnek el kellett telnie, mire a házaspár összemelegedett.
Jakab 1671-ben özvegyült meg, tíz évnyi házasság és nyolc gyermek után. (Első felesége egy közrendű hölgy, Anne Hyde volt, akit állítólag azért kellett oltár elé vezetnie, mert teherbe ejtette.)
Később Jakab és Anne két leányából (Mária és Anna) is angol királynő lett.
Mária idővel állítólag megkedvelte mostohaanyját, a nyolc esztendős Annával ellentétben. (Furcsa, hogy pont Mária volt, aki összebarátkozott mostohaanyjával, ugyanis a 11 éves kislány jól tudta, amennyiben az asszony fiút szül, belőle sosem lehet királynő.)
Az asszony ugyancsak megszerette a kis Mária hercegnőt, sokat játszottak együtt.
A hercegné átlagban évi 5000 fontot költött háztartása finanszírozására, melynek feje Peterborough grófné, azaz Carey Fraser lett. Mária udvarhölgyei közé tartozott II. Károly egyik megunt ágyasa, Frances Stewart (Richmond hercegnéje) is, valamint Anne Scott (Buccleuch 1. hercegnéje), akiket az asszony férje, Jakab válogatott össze.

## Gyermekei
A házaspárnak hét közös gyermeke született:
- Katalin Laura (1675. január 10. - 1676. október 3.), valószínű, hogy egy epilepsziás roham következtében halt meg
- Izabella (1676. augusztus 28. - 1681. március 2.)
- Károly, Cambridge hercege (1677. november 7. - 1677. december 12.), himlő okozta halálát
- Erzsébet (született és meghalt 1678-ban)
- Sarolta Mária (1682. augusztus 16. - 1682. október 16.), egy epilepsziás roham ölte meg
- Jakab Ferenc Eduárd (1688. június 10. - 1766. január 1.), Wales hercege, trónkövetelő, névlegesen a későbbi III. Jakab brit király, VIII. Jakab néven pedig Skócia névleges uralkodója
- Lujza Mária Terézia (1692. június 28. - 1712. április 20.), himlő okozta halálát

## Az angol protestáns nemesek titkos szervezkedése
Első gyermeke születése után a hercegné Hágában meglátogatta mostohalányát, Mária hercegnőt, aki akkor már 1677 óta III. (Orániai) Vilmos herceg felesége volt. Magával vitte az utazásra másik mostohalányát, Annát is, de teljes inkognitóban maradtak útjuk során.
1678-ban komoly próba elé állította őt és férjét az élet, ugyanis az asszony katolikus személyi titkára, Edward Colman titokban egy II. Károly elleni politikai összeesküvést kezdett el megszervezni, a király magánorvosával, Dr. Titus Oates-szal szövetkezve. Az volt a célja, hogy hamis bizonyítékok alapján gyanúba keverje Jakabot és hitvesét Károly előtt. A titkos terv "Pápai Összeesküvés" nevet kapta, lebonyolítója pedig Anthony Ashley Cooper (Shaftesbury 1. grófja) lett.
A mozgalom célja az volt, hogy megrengesse II. Károly öccsébe vetett bizalmát, s így a király kénytelen lesz majd kizárni Jakabot a trónöröklési sorból.

## A hercegi család külföldi száműzetése
Cooper végül elérte célját, ugyanis a York család hírneve cafatokban hevert, s Brüsszelbe száműzték őket, a spanyol uralkodó fennhatósága alá, így legalább lehetőségük volt meglátogatni Mária hercegnét is Hágában.
Ez a krízis rosszabbkor nem is jöhetett volna az asszony számára, aki akkor egyébként is szomorú volt, mert tudomást szerzett férje hűtlenségéről Catherine Sedley-vel. Ezen események hatására Máriának még nagyobb szüksége volt arra, hogy elutazzon édesanyjához, Laurához, aki akkor épp Rómában élt.
II. Károly azonban hamarosan rájött, országát polgárháború veszélye fenyegeti, amennyiben legidősebb fattyú fia, James Scott (Monmouth 1. hercege) harcba szállna a trónért a király halála után. James-nek abban az esetben komoly esélye lett volna erővel megszerezni magának a koronát, mivel az angol egyesült haderők parancsnokává nevezte ki őt, pont a saját apja, II. Károly.

## Visszatérésük Skóciába, majd pedig Angliába
Végül Károly titokban hazahívta külföldről a Yorkokat, és Edinburgh-ba küldte őket, hogy maradjanak ott, amíg le nem csillapodnak kissé a kedélyek. Három évig maradtak ott, lényegében házi őrizetben, a Holyrood Palotában, ám az asszony lánya, Izabella, és mostohalánya, Anna Londonban kellett, hogy maradjon, Károly ideiglenes gyámsága alatt.
A házaspár csak 1680 februárjában térhetett vissza Londonba, ám még az év őszén vissza kellett menniük Edinburgh-ba. Károly több módon is próbálta kiengesztelni öccsét, például őt nevezte ki Skócia helytartó kormányzójává, azonban Izabellát és Annát ismét elválasztották tőlük, ami Máriát igen csak megviselte lelkileg.
1681 februárjában újabb tragédia érte a York családot, ugyanis másodszülött lányuk, Izabella meghalt. Csupán 4 évet élt.
A kislány halála után Mária vallási mániába zuhant, annyira, hogy környezete már komolyan elkezdett aggódni az épelméjűségéért. Mikor Mária anyja, Laura értesült unokája haláláról, állítólag II. Károlyt vádolta érte, s felajánlott 10000 font vérdíjat annak, aki megöli a királyt. A feltételezett bérgyilkost, egy II. Károlyt bíráló pamflet-író férfit, még az elkövetés előtt, a király parancsára kivégezték.
1682 májusában kezdtek elcsitulni a királyellenes szervezkedések, az év augusztusában pedig a hercegné újabb leánygyermeknek adott életet, akit Sarolta Máriának kereszteltek el, ám a szülők öröme sajnos ezúttal sem tarthatott sokáig, mivel a csecsemő három hét múlva meghalt. Úgy tűnt, Jakab mindkét házasságán átok ül, mivel azok közül a gyermekek közül is sok meghalt csecsemőkorban, akiket Anne Hyde hozott világra.

## Mária mint királyné
1685. február 6-án, 54 éves korában meghalt II. Károly, utódja a trónon Jakab lett, Angliában II. Jakab néven, Skóciában pedig VII. Jakabként. Anne Hyde-tól született két leánya közül az idősebbik, Mária hercegnő volt Jakab utódja a trónon, hacsak a királyné nem szül neki fiúgyermeket. A királyné állítólag őszintén meggyászolta néhai sógorát, akiről később mindig azt állította, hogy: ,, Ő mindig kedves volt hozzám. "
A királyi pár koronázására 1685. április 23-án került sor, Szent György napján. (Az ünnepségsorozat mintegy 119000 fontba került összesen.) Mária egészsége, mind fizikailag, mind pedig lelkileg még mindig nem jött helyre leánya, Izabella halála óta. 1687 februárjában az asszony tudomást szerzett férje intim viszonyáról Catherine Sedley-vel (Dorchester grófnője), ami annyira felzaklatta őt, hogy inkább átköltözött a Whitehallba (itt 1686 decembertől kezdve katolikus kápolna is létesült), melynek felújítási munkálatait a híres és tehetséges építészre, Christopher Wren-re bízta. (A költségek elérték a 13000 fontot.)
Habár a Whitehall renoválása még nem ért teljesen véget, de a király már ott tartott audienciákat (meghallgatás) a külföldi követek számára, ami igen csak felbosszantotta a még mindig sértett Máriát, akit öt hónap múlva újabb családi tragédia ért. Édesanyja, a 48 éves Laura, Rómában, meghalt. Végső nyughelye a modena-i San Vincenzo templom Este-kápolnájában van. Temetésére a teljes angol királyi udvar elutazott. Máriára egy jelentősebb pénzösszeget és értékes ékszereket hagyott örökül.

## II. Jakab politikai ellenfelei, a trónörökös születése
III. (Orániai) Vilmos herceg, Jakab veje ekkor már kezdte érzékelni apósa kormánya népszerűségének jelentős visszaesését. Furfangos módon Laura halálát használta ürügyként arra, hogy Angliába küldje kémkedni nagybátyját, Zuylestein grófját, aki -állítása szerint- csak részvétnyilvánításra utazott oda.
Mária egy fürdőkúrára látogatott el Bath-ba, annak reményében, hogy az ottani gyógyvíz és a friss, tengeri levegő hatására könnyebben teherbe esik majd, ami 1687 végén meg is történt. Amikor nem sokkal karácsony előtt hivatalosan is bejelentették a jó hírt, a katolikusok örömmámorban úsztak ennek hallatán. A protestáns nagyurak viszont, akik csak épphogy megtűrték Jakab katolikus kormányát, aggódtak amiatt, hogy a várandós királyné fiút szül majd, mert ha ez így történne, és Jakab halála után a walesi herceg örökölné a trónt, Angliából megint elűznék a protestáns hitűeket.
Ezért a protestáns lordok már jó előre eltervezték, ha herceg születik, elterjesztik azt a rosszindulatú pletykát a nép körében, hogy ő nem is Jakab fia. Így meggátolták volna, hogy II. Jakab férfiágon egy katolikus uralkodói dinasztiát hozhasson létre a Stuárt-házon belül.
1688. június 10-én valóban világra jött a várva várt trónörökös, aki a Jakab Ferenc Eduárd nevet kapta, ám születése után a közvélemény azt kezdte el rebesgetni, hogy a királyné valójában egy halott csecsemőt szült, és az idegen kisfiút csak utána csempészték be a palotába, hogy megtévesszék a népet. Csakhogy ez a feltételezés már az elején sem állta meg a helyét, ugyanis a szülőszobában 200 szemtanú kísérte figyelemmel a gyermek születését, vegyesen katolikusok és protestánsok.
Az akkor már 23 éves Anna hercegnő, Jakab és első felesége, Anne Hyde kisebbik leánya levélben számolt be Hágában élő nővérének, Máriának a kis herceg születésének pontos részleteiről. Anna arról is írt testvérének, hogy véleménye szerint igen is találhatóak hiányosságok és elhibázott döntések Jakab kormányzatán belül, amit sajnos -a herceg születése után Hollandiába visszatérő- Zuylestein gróf is megerősített Orániai Vilmos előtt.

## A trónigénylő házaspár, Mária és Vilmos
Hét vezető whig-párti politikus kilátásba helyezte, hogy meghívják a trónra Orániai Vilmost, aki társuralkodóként, felesége, Mária oldalán uralkodhatna a királyságban. Ekkor kezdődött el II. Jakab politikai helyzetének komoly megingása, hiába javított helyzetén rengeteget a tény, hogy már volt egy fiúörököse.
Vilmos komoly helyzeti előnyben érezhette magát apósával szemben, amire komoly oka lehetett, mivel az angol nép visszajelzései azt sugallták neki, hogy mihamarabb szeretnék már látni Jakab trónfosztását.

## Az új uralkodók, Jakab trónfosztása
A ,, dicsőséges forradalom " néven elhíresült megmozdulás végén, 1688. december 11-én hivatalosan is kimondták Jakab trónfosztását, fiától, a hercegtől pedig megtagadták trónörökösi jogait, arra hivatkozva, hogy nem is a király fia, ráadásul katolikus hitű.
Vilmos herceg -15 ezer főt számláló hadseregével- Anglia földjére lépett, így hát Jakab és Mária, gyermekeikkel együtt kénytelenek voltak száműzetésbe vonulni, Franciaországba, ahol Mária rokona, XIV. Lajos király oltalma alá kerültek, aki szerencsére lelkes támogatója volt Jakabnak, hogy idővel majd visszasegíthesse őt az angol trónra.

## Az ismét száműzött királyi pár
Mindezek után Jakab legidősebb leánya, Mária, és annak férje, Vilmos 1688. december 11-én Anglia királynője és királya lettek, II. Mária és III. Vilmos néven. Skóciában 1689. május 11-én nyilvánították őket az ország uralkodóivá. Ennek ellenére Jakab még mindig saját magát tartotta Anglia, Skócia és Írország királyának, XIV. Lajos pedig készséggel bocsátotta a száműzött királyi pár rendelkezésére Château de Saint-Germain-en-Laye nevű rezidenciáját, ahol Jakab és Mária saját kis udvartartást rendezhetett be.
Az asszony igen gyorsan meghatározó tagjává vált a versailles-i királyi udvarnak, ahol a híres napló-író, Madame de Sévigné csak úgy jellemezte őt, mint: ,,kiváló édesanya, és igen gyors észjárású asszony".
Azonban nem mindenki volt ilyen jó véleménnyel Máriáról Versailles-ban, ugyanis az asszony állítólag komoly összeütközésbe került XIV. Lajos menyével, Bajorországi Mária Annával, ugyanis a trónörökösné nehezményezte, hogy Mária minden, királynéhoz méltó tiszteletet megkapott a francia királyi udvarban, Mária Annával viszont nem úgy viselkedett az asszony, mint Franciaország leendő királynéjával.
Ezért Mária Anna sértődötten megtagadta, hogy az etikett szerint bánjon Máriával, ami sajnos igen nagy feszültséget idézett elő az udvarnál. Ezzel ellentétben XIV. Lajos szeretője, Madame de Maintenon, akit később titokban feleségül is vett, nagyon összebarátkozott Máriával, s míg az asszony aktívan részt vett az udvar társasági életében, férje, Jakab inkább távol maradt ezektől a dolgoktól. (Emiatt kortársai gyakran élcelődtek is rajta, s igen unalmasnak titulálták Jakabot.)
1692. június 28-án megszületett Mária és Jakab utolsó gyermeke, Lujza Mária Terézia is.

## II. Jakab kísérlete a korona visszaszerzésére
Kezdetben az ír katolikusok támogatták Jakabot a trón visszaszerzésében, ezért a férfi 1689 márciusában Írországba hajózott, ám egy időre lemondott tervéről az 1690-es boyne-i csata veresége után. Felesége nagylelkűen segítette Jakab vállalkozását, saját ékszereit adta el, hogy pénzt adhasson férje céljainak eléréséhez. Ékszerei árából három francia utánpótlás-hajót is vízre bocsátott, amik először Bantry Bay-be futottak be, fedélzetükön 2000 fontnyi anyagi támogatással, ami végül is sikeresen eljutott a Jakab-párti ír felkelők részére.
Emiatt komoly anyagi problémák merültek fel Mária és Jakab franciaországi udvartartásában, habár XIV. Lajostól igen tekintélyes, évi 50 ezer livre életjáradékot kaptak kiadásaik fedezésére. Mária mindent elkövetett férje támogatása érdekében, állítólag még a gyermekeit is arra buzdította, hogy adjanak pénzzel teli erszényeket a Jakab-párti lázadóknak.

## Családi viták Modenában
Amikor Jakab kísérlete -a korona visszaszerzésére- meghiúsult 1691-ben, rendkívül elkeserítette Máriát is, akit azért némiképp felvidított a hír, hogy testvére, Modena hercege nősülni készült, s 1692. július 14-én, Parmában feleségül is vette menyasszonyát, a 27 esztendős Farnese Margaréta Mária parmai hercegnőt, II. Ranuccio herceg leányát. 1695-ben, három évnyi házasság után Mária testvére, Ferenc meghalt, 35 éves korában, gyermekei pedig nem születtek, így helyét a hercegi trónon egyik rokona, a 40 éves Rinaldo bíboros vette át, aki haláláig, 1737-ig volt Modena hercege. Mária aggódott az Este-ház jövőjéért, és kérte Rinaldo herceget, hogy mondjon le bíborosi rangjáról, ha továbbra is ő akar maradni Modena hercege. Az asszony azt mondta: ,, Ezt mindenképpen meg kell tennie a hercegnek, a modenai nép jóléte és az Este-ház függetlensége és fennmaradása érdekében. "
Mária helyeselte Rinaldo választását, aki 1695-ben eljegyezte a 24 éves Sarolta Felicitász brunszvik-lüneburgi hercegnőt, János Frigyes herceg leányát, akit 1696. február 11-én, Modenában feleségül is vett. Mária szerint a menyasszony ,, igen szerencsés természetű, ezért kitűnően illik a herceghez ".
Mária komoly vitába keveredett Rinaldo herceggel, aki megtagadta az asszonytól, hogy átadja neki jogos örökségét és hozományát, melyek összértéke körülbelül 15 ezer font lehetett. Végül 1700-ban, öt évnyi huzavona után Rinaldo hajlandó volt kifizetni Mária hozományának teljes összegét, ám az örökséget továbbra sem adta át az asszonynak, ami igen népszerűtlenné tette a herceget a modenai nép körében, akik azt ugyancsak nehezményezték, hogy Rinaldo szövetségre lépett I. Lipót német-római császárral, aki esküdt ellensége volt XIV. Lajos francia királynak is, Mária és Jakab támogatójának.

## Jakab hirtelen jött betegsége és halála
1701 márciusában Jakab stroke-ot kapott a Saint-Germain-en-Laye kastélyban, s részlegesen lebénult. Dr. Fagon, XIV. Lajos király magánorvosa azt javasolta, hogy gyógyulása elősegítése érdekében Jakab igyon a Bourbon-l'Archambault nevű híres fürdőhely gyógyvizéből, ám az előírt kúra sajnos csak egy kevéske, rövid ideig tartó javulást eredményezett nála, s még az év őszén meg is halt, így hát Mária 1701. szeptember 16-án, 42 évesen megözvegyült. Többé nem ment férjhez.

## Az özvegy Mária mint régens anyakirályné
Jakab halála után XIV. Lajos, a ryswick-i békét megszegve, Jakab Ferenc Eduárd herceget ismerte el III. Jakab néven Anglia és Írország királyának, VIII. Jakabként pedig Skócia uralkodójának. Ez a kinyilatkoztatás igen érzékenyen érintette Orániai Vilmost, aki akkorra már megözvegyült (Mária királynő 1694. december 28-án hunyt el, 32 éves korában, himlő következtében.), s inkább önmagát tekintette a birodalom jogos királyának, ugyanis feleségétől nem született gyermeke. (II. Mária királynő sajnos számtalanszor elvetélt az 1678-tól 1694-ig tartó időszakban.) Mivel 1701-ben III. Jakab még csak 13 éves volt, így ideiglenesen még anyja, Mária özvegy királyné gyakorolta helyette az uralkodói jogkört mint gyámja, s mint régens.
Mária elnökölt a régensi tanács fölött, habár ő maga egyáltalán nem volt érdekelt a politikai dolgokban, ráadásul mielőtt férje meghalt, úgy végrendelkezett, hogy az asszony csak addig maradjon régens fiuk mellett, míg az be nem tölti a 18. életévét. Az asszony gyászt viselt élete végéig, s nyilvánosságra hozta a fia trónigényét alátámasztó szempontokat, melyeket Angliában sajnos sokan figyelmen kívül hagytak, nem ismertek el. Ennek ellenére Skóciában, a néhai Jakab támogatói, a befolyásos nemesek szövetségre léptek egymással, s Saint-Germain-be küldték Lord Belhaven-t, hogy tolmácsolja szándékaikat az özvegy Máriának. Az üzenetben az állt, hogy a királyné jobb lenne, ha inkább átadná fia gyámságát a skót nemeseknek, a trónörökös pedig bölcsebb lenne, ha áttérne a protestáns vallásra. Lord Belhaven szerint, ha a trónörökös felvenné a protestáns hitet, nagyobb esélye lenne az angol korona megszerzésére III. (Orániai) Vilmos halála után.
Az asszonyt azonban nem tudta teljes mértékben meggyőzni Belhaven érvelése, ezért Mária inkább a kompromisszum elérésére törekedett, ami abból állt volna, hogy amennyiben a walesi herceg elfoglalja a trónt, korlátozná az angol katolikus papok létszámát, s ígéretet tenne arra, hogy nem fog olyan lépéseket tenni, melyek romba döntenék az anglikán egyházat. Amennyiben a skót lordok elfogadnák ezeket a feltételeket, cserébe elérnék a skót parlamentnél a Hannover-ház hatalomra kerülésének elfogadását Angliában. Amikor 1702 márciusában III. Vilmos meghalt, a skót arisztokrata, Simon Fraser (Lovat 11. lordja) Inverness-ben Jakab Ferenc Eduárdot kiáltotta ki a birodalom új uralkodójának. Nem sokkal ezután Lord Lovat Saint-Germain-be utazott Máriához, hogy egyezzen bele abba, hogy a walesi herceg mielőbb Skóciába utazhasson, mert Lovat egy 15 ezres létszámú hadsereg segítségével akarta trónra juttatni a herceget.
Mária megtagadta saját részvételét a fegyveres konfliktus kapcsán, ráadásul Lovat terve is sajnos kudarcba fulladt. Az asszony még 1704-ig töltötte be fia mellett a régensi feladatkört. Az asszony gyermekkorában apáca szeretett volna lenni, ezért is keresett lelki támaszt pont egy kolostor (Párizs Chaillot nevű városrészében) falai között kényszerű száműzetése évei alatt, ahol összebarátkozott XIV. Lajos király volt szeretőjével, Louise de La Vallière-el, aki bűnbánó módon szakított régi, léha életmódjával.
Ebben kolostorban töltötte a nyarak jó részét az asszony és leánya, Lujza Mária Teréza hercegnő, egész addig, míg a 19 éves lány meg nem halt 1712. április 20-án, himlő következtében, ami ismét hatalmas fájdalmat okozott az addig már öt gyermekét gyászoló Máriának. 1711-ben az asszony részt vállalt az utrechti egyezmény létrejöttében, ami miatt fia elveszítette XIV. Lajos feltétlen támogatását az angol korona visszaszerzéséhez. Ezek fényében a walesi herceg kénytelen volt elhagyni Franciaországot.
Az asszony közeli barátnője, Madame de Maintenon szerint Mária maga volt ,, az elhagyatottság mintaképe ". Miután lánya meghalt, fia pedig elhagyta Franciaországot, Mária magányban és a világtól elvonultan töltötte élete utolsó éveit, szerény körülmények között, hol Chaillot-ban, hol pedig Saint-Germain-ben.

## Halála és végső nyughelye
Ahhoz, hogy élete utolsó éveit is utazgatással tölthesse, sajnos már nem volt elég pénze, a lovai pedig mind elpusztultak, s nem volt lehetősége újakat venni, hogy közlekedhessen rajtuk. 1718. május 7-én, 59 éves korában hunyt el, Párizsban, a Saint-Germain-en-Laye kastélyban, emlőrák következtében.
Végső nyughelye Franciaországban van, Párizs Chaillot nevű városrészében, abban a kolostorban, melynek apácáival előtte már összebarátkozott.
Halála után a francia kortársak csak is szeretettel gondoltak vissza rá, közülük hárman, Erzsébet Sarolta (Orléans hercegnéje), Rouvroy-i Lajos herceg (Szent Simon hercege) és Dangeau márkija (Philippe de Courcillon) is ,,szent"-nek nevezte őt.